# 黄果厚壳桂
黄果厚壳桂（学名：Cryptocarya concinna），为樟科厚壳桂属下的一个植物种。